# Pamir (navio)
O Pamir foi um veleiro de carga alemão. Lançado em 1905 navegava para a companhia alemã F. Laeisz e em 1920 foi entregue ao Governo da Itália como reparação por perdas da Primeira Guerra. Foi recomprado pela companhia de navegação Flying P-Liner pertencente a empresa F. Laeisz em 1924. Em 1931 foi adquirido pelo armador finlandês Gustaf Erikson. Virou presa de guerra do Governo da Nova Zelândia em 3 de agosto de 1941 e em 1948 votou a ser comprado por Gustaf Erikson. Em 1951 foi reformado e motorizado e passou a pertencer ao armador alemão Heinz Schliewen.

## História
Foi construído nos estaleiros da Blohm & Voss, em 1905, em Hamburgo. Com quatro mastros, possuía 96,40 m de comprimento e 14,0 m de boca.
Até à Primeira Guerra Mundial navegou na rota dos nitratos, fazendo a ligação entre a Alemanha e o Chile.
Em 1949 tornou-se o último veleiro de carga a rondar o Cabo Horn e em 1951 recebeu motores de propulsão.

## Naufrágio

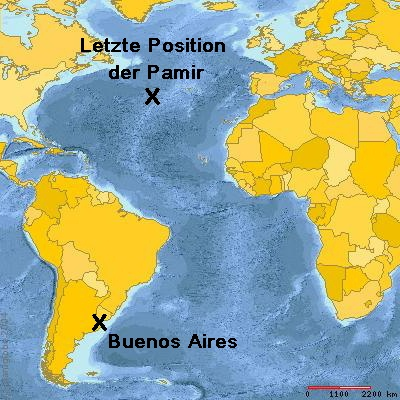
Mapa com a localização do naufrágio.

Em 10 de agosto de 1957 a Pamir deixou o porto de Buenos Aires em direção a Alemanha com uma carga completa de 3 708 toneladas de cevada a granel.
Em 21 de setembro de 1957, por volta de 11:15 horas, um grave acidente, provocado por um ciclone, levou à perda do navio a cerca de 600 milhas a sudoeste dos Açores. De uma tripulação de oitenta e seis homens apenas quatro marinheiros e dois cadetes se salvaram.